# Kokumbo
Kokumbo è una città, sottoprefettura e comune della Costa d'Avorio, situata nel dipartimento di Toumodi. Conta una popolazione di 24 650 abitanti (censimento 2014).